# Pantheon: Rise of the Fallen
Pantheon: Rise of the Fallen ist ein angekündigtes Massively Multiplayer Online Role-Playing Game, das in der Fantasywelt Terminus spielen soll. Das Spiel des Spieleentwicklers Visionary Realms wird unter anderem von Brad McQuaid, der für sein Mitwirken an EverQuest und Vanguard: Saga of Heroes bekannt ist, entworfen. Seit September 2023 ist das Spiel dauerhaft spielbar.

## Gameplay
Das Spiel setzt sein Hauptaugenmerk auf Spielinhalte für Gruppen, es soll jedoch auch Inhalte für das Solospiel oder größere Raids geben. Die Gruppenstärke zum aktuellen Entwicklungsstand beträgt sechs Spieler. Visionary Realms will mit Pantheon herausfordernde Spielinhalte liefern und die Spieler zu sozialen Interaktionen im Spiel ermuntern. Eines der Prinzipien des Spiels ist es, dass gefährlichere Abenteuer, bei denen die Spieler ein höheres Risiko eingehen müssen, auch mehr oder bessere Beute bringen.

### Klassen
Insgesamt sollen dem Spieler beim Release zwölf Charakterklassen zur Auswahl stehen. Dies sind: Priester (Cleric), Paladin, Krieger (Warrior), Schreckensgebieter (Dire Lord), Waldläufer (Ranger), Schurke (Rogue), Mönch (Monk), Beschwörer (Summoner), Verzauberer (Enchanter), Zauberer (Wizard), Druide (Druid) und Schamane (Shaman). Weitere Klassen sollen Schritt für Schritt nach dem Release in das Spiel hinzugefügt werden. Der Barde (Bard) und der Totenbeschwörer (Necromancer) stehen dabei schon als zwei dieser Post-Release-Klassen fest.

### Rassen
Neun unterschiedliche Rassen können zum Release gespielt werden. Dies sind: Archai, Zwerge (Dwarves), Dark Myr, Oger (Ogres), Menschen (Humans), Halblinge (Halflings), Elfen (Elves), Gnome (Gnomes) und Skar.

### Rassen- und Klassenübersicht
|                                 | Archai | Dark Myr | Zwerge (Dwarves) | Elfen (Elves) | Gnome (Gnomes) | Halblinge (Halflings) | Menschen (Humans) | Oger (Ogres) | Skar |
| Barde (engl. Bard)              | X      | X        | X                | X             |                | X                     | X                 |              |      |
| Priester (Cleric)               |        | X        | X                | X             |                |                       | X                 |              |      |
| Schreckens Gebieter (Dire Lord) |        | X        |                  |               |                | X                     | X                 | X            | X    |
| Druide (Druid)                  | X      |          |                  | X             |                | X                     | X                 | X            |      |
| Illusionist (Enchanter)         |        | X        | X                | X             | X              |                       | X                 |              |      |
| Mönch (Monk)                    | X      | X        |                  |               |                |                       | X                 |              | X    |
| Totenbeschwörer (Necromancer)   |        | X        |                  |               | X              |                       | X                 |              | X    |
| Paladin                         |        | X        | X                | X             |                |                       | X                 |              |      |
| Waldläufer (Ranger)             |        |          |                  | X             |                | X                     | X                 |              | X    |
| Schurke (Rogue)                 |        | X        | X                | X             | X              | X                     | X                 |              | X    |
| Schamane (Shaman)               | X      | X        |                  | X             |                |                       | X                 | X            | X    |
| Beschwörer (Summoner)           | X      | X        |                  | X             | X              |                       | X                 |              |      |
| Krieger (Warrior)               | X      | X        | X                | X             |                |                       | X                 | X            | X    |
| Zauberer (Wizard)               | X      | X        |                  | X             | X              |                       | X                 |              |      |
| Quelle: Bild                    |        |          |                  |               |                |                       |                   |              |      |

## Berufe
Pro Charakter kann sich der Spieler voraussichtlich für einen Handwerksberuf und für eine von zwei für diesen Beruf zur Auswahl stehenden Spezialisierungen entscheiden. Die Handwerksberufe sind: Alchemist, Schmied (Blacksmith), Holzbearbeiter (Woodworker), Ausstatter (Outfitter), Versorger (Provisioner), Steinmetz (Stonemason) und Schreiber (Scribe). Daneben kann jeder Charakter allen zur Verfügung stehenden Sammelberufen nachgehen, solange er das dafür benötigte Werkzeug bei sich trägt. Die Sammelberufe sind: Angeln (Fishing), Sammeln (Gathering), Holzfällen (Logging), Bergbau (Mining) und Häuten (Skinning). Das Wiederverwerten (Salvaging) von Gegenständen ist eine weitere Möglichkeit zur Gewinnung von Rohmaterialien.

## Spielbarkeit
Seit September 2023 ist das Spiel für Spieler mit einer entsprechenden VIP-Pledge dauerhaft spielbar. Niedrigere Pledges (Champion/Supporter) haben jeweils zeitlich begrenzten Zugang. Nach und nach wurde seitdem die Verschwiegenheitserklärung erst gelockert und im April 2024 gänzlich aufgehoben, sodass das Spiel trotz seines Pre-Alpha-Status gestreamt werden darf.
In Intervallen von zunächst 6 Wochen veröffentlichen die Entwickler neue Inhalte, die sie zuvor im offiziellen Discord-Server ankündigen und begründen. Damit schaffen sie Transparenz über den Entwicklungsstand, welche zuvor von der Community deutlich kritisiert wurde.
Bis zum Ende von 2024 soll Pantheon in den Early Access gehen. Für diesen versprechen die Entwickler:
- 6 Zonen: Thronefast, Avendyr's Pass, Wild's End, Eastern Plains, Silent Plains und Halnir's Cave
- 12 spielbare Klassen: Priester (Cleric), Schreckens Gebieter (Dire Lord), Illusionist (Enchanter), Mönch (Monk), Totenbeschwörer (Necromancer), Paladin, Waldläufer (Ranger), Schurke (Rogue), Schamane (Shaman), Beschwörer (Summoner), Krieger (Warrior) und Zauberer (Wizard)
- 6 spielbare Rassen: Dark Myr, Elfen (Elves), Halblinge (Halflings), Menschen (Humans), Oger (Ogres), Zwerge (Dwarves)

## Sonstiges
Es wird bei den Klassen und auch bei den Rassen keinen „Gender Lock“ geben. Das bedeutet, dass alle Kombinationen aus Rassen und Klassen sowohl als weibliche, als auch als männliche Spielfigur verfügbar sein werden.
Es steht noch nicht fest, ob Pantheon: Rise of the Fallen in deutscher Sprache erscheinen wird. Über Übersetzungen wollen die Entwickler abhängig von der Größe der die Sprache sprechenden Spielercommunity entscheiden.
Nach dem Tod des Schöpfers Brad McQuaid übernahm Chris „Joppa“ Perkins den Posten als führender Designer.